# Aszalay József
Szendrői Aszalay József (Paks, 1798. február 14. – Eger, 1874. október 6.) királyi helytartósági titkár. Aszalay László egri kanonok öccse.

## Élete
A római katolikus előkelő nemesi szendrői Aszalay családból származott. Apja Aszalay László, földbirtokos, anyja Majtényi Erzsébet volt.
Kalocsán, Pesten, Vácott és Egerben végezte tanulmányait. A rendes tanulmányokon kívül különösen a nyelvekben és szépművészetekben képezte magát. 1817-ben a magyar udvari kancelláriánál mint fogalmazó gyakornok kezdett szolgálni. 1819-ben udvari fogalmazó lett, és az maradt hét éven át. Ezidő alatt készítette el Magyarország nagy térképét. 1826-ban a magyar királyi helytartótanácshoz titkárnak nevezteték ki, és e minőségében maradt, addig amíg hivataláról lemondva, mályi birtokára vonult, ahol a zenének, kertészetnek és irodalomnak élt.
1849-ben a szabadságharcot leverő orosz hadak táborában kormánybiztos volt. E szomorú megbízatása után ismét visszavonult. Ezen időből maradt fenn egy levele anyjához (Debrecen, 1849. augusztus 6.), melyet a Pesti Napló 1888. 225. száma közölt. Anekdotagyűjteményeket készített, cikkeket írt a Hölgyfutár, a Vasárnapi Ujság, a Napkelet számára. Közölte a káptalani disztinktóriumok (a kanonokok pektorális keresztjeinek) ábráit.

## Művei
- Klélia, vagy Vihnyének emlékezete. Pest, 1820 (névtelenül)
- Mappa generalis topogr., eccl., ethnogr., statistica Regni Hungariae magni item principatus Transylvaniae. 1:700.000 7 fol. Bécs, 1830–38. (E munkáját I. Ferenc császárnak ajánlotta, és számos kitüntetésben részesült érte: V. Ferdinánd király nagy érdempénzzel, XII. Leó pápa arany-emlékpénzzel, Portugália királya a Krisztus-rend keresztjével, a luccai herceg szent Lajos érdemkeresztjével, a porosz és würtembergi királyok arany érmekkel ajándékozták meg. A párizsi statisztikai társaság tagjai közé választotta, ezután a társaság számára néhány államtani közleményt írt francia nyelven.)
- Szellemi omnibus, kéjutazásra az élet utain. 3 kötet. Pest, 1855–56. (2. bőv. kiadás. a szerző arczképével. Uo. 1861)
- Eszmék az életnap fogyatkozásai s leáldoztáról. Pest, 1858
- Szellemi röppentyűk, történelmi s humoristikai szinezettel. Pest, 1859 Online
- Szellemi omnibus kis tükre. Eger. 1866
- Pikánt vázlatok az élet és történelemből. Eger, 1863. (2. címlap-kiadás: Pest, 1867. Online)